# Unión Celeste y Blanco
Unión Celeste y Blanco (UCyB) es un partido político argentino del Peronismo, fundado en el año 1987.
A partir de 2008 fue liderado por el exdiputado nacional y excandidato a gobernador de la Provincia de Buenos Aires, Francisco de Narváez, quien luego de concluir su tercer mandato como diputado en el año 2015 se retira del escenario político.  
Como partido integró las coaliciones Consenso Federal entre 2019 y 2021 y La Libertad Avanza entre 2023 y 2024 

## Historia

### Inicios
El partido se forma en un principio como Partido Celeste y Blanco en el año 1987 originado en la Provincia de Buenos Aires. Siendo reconocido legalmente por la justicia electoral como partido nacional el 9 de marzo de 1989.
Compite por primera vez a nivel nacional en las Elecciones legislativas de 1991, integrando la coalición Frente Justicialista Federal en la provincia de Buenos Aires y Catamarca. 
En las Elecciones provinciales de Buenos Aires de 2007 presentó por primera vez a Francisco de Narváez como candidato a Gobernador de la Provincia de Buenos Aires en la alianza Unión-PRO junto a Propuesta Republicana, llevando a Jorge Macri como candidato a vicegobernador. 
En las Elecciones legislativas nacionales de 2009 se presentó en alianza Unión-PRO, liderada por Francisco de Narváez, que incluía a los partidos Propuesta Republicana (PRO) de Mauricio Macri y sectores pertenecientes al Partido Justicialista (PJ) disidentes con el kirchnerismo, y triunfó en las legislativas de la Provincia de Buenos Aires imponiéndose frente a la lista del Frente Justicialista para la Victoria encabezada por Néstor Kirchner como también en la ciudad de Buenos Aires. 
En las Elecciones presidenciales de Argentina de 2011 formó alianza con la Unión Cívica Radical, bajo la denominación Unión para el Desarrollo Social (UDESO), llevando como candidato a presidente a Ricardo Alfonsín, quedando en el tercer puesto con el 11,14% de los sufragios.

### Elecciones provinciales de Buenos Aires en 2007
Francisco de Narváez se presentó por primera vez como candidato a Gobernador de la Provincia de Buenos Aires en 2007 en alianza con Propuesta Republicana, llevando a Jorge Macri como candidato a vicegobernador por la coalición Unión-PRO. Obtuvo 1.047.126 votos (14,96%).

### Elecciones legislativas de Argentina de 2009
La lista de candidatos de Unión-PRO liderada por Francisco de Narváez triunfó en las legislativas de la Provincia de Buenos Aires por el 34,58% frente al 32,11% del Frente Justicialista para la Victoria, que iba encabezada por Néstor Kirchner.
La alianza Unión-PRO incluía a los partidos Propuesta Republicana (PRO) de Mauricio Macri y sectores pertenecientes al Partido Justicialista (PJ) disidentes con el kirchnerismo.  Se impuso en la crucial Provincia de Buenos Aires, conocida como "la madre de todas las batallas", por ser depositaria de más de un tercio de la población, derrotando al propio Néstor Kirchner; y también se impuso en la ciudad de Buenos Aires, dejando al oficialismo en cuarto lugar. 

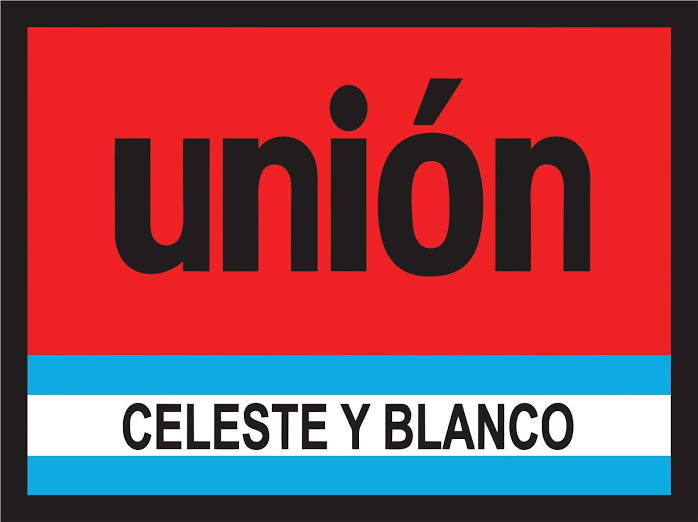

### Elecciones provinciales de Buenos Aires en 2011
Después de haber formado con Ricardo Alfonsín, candidato presidencial por Unión Cívica Radical en 2011, la alianza Unión para el Desarrollo Social (UDESO), de Narváez se presentó en las Elecciones a Gobernador de Buenos Aires acompañado por Mónica López. En las PASO habían logrado 1.282.099 votos (16,72%) logrando clasificar así a las elecciones generales, en el que consiguió 1.231.660 votos (15,85%).

### Elecciones presidenciales de Argentina de 2023
En noviembre de 2022, el partido se sumó a nivel nacional a La Libertad Avanza cuyo líder es Javier Milei para competir en las Elecciones presidenciales de Argentina de 2023.

## Distritos
| Distritos           | Presidente                    | Coalición de distrito          | Personería jurídica | N° Afiliados | Ref.   |
| ------------------- | ----------------------------- | ------------------------------ | ------------------- | ------------ | ------ |
| Buenos Aires        | Carlos Fabián Luayza Troncoso | Unión Renovación y Fe          | Definitiva          | 7210         |        |
| Catamarca           | Rivera Fernando Humberto      | Auténticos Liberales Catamarca | Definitiva          | 1304         |        |
| Córdoba             | Martín Lopardo Silva          | Sin alianza                    | Definitiva          |              | [ 14 ] |
| Corrientes          | Claudio Almiron               | La Libertad Avanza             | Definitiva          | 3513         |        |
| Santiago del Estero | Juan Manuel Solaiman          | Sin Alianza                    | Definitiva          | 3660         |        |
| Santa Fe            | Desconocido                   | Somos Vida y Libertad          | Definitiva          | Requerido    | [ 14 ] |
| Total               | Total                         | Total                          | Total               | 15.687       |        |

## Resultados electorales

### Elecciones presidenciales
|  | 11.14 % |

|  | 21.39 % |

|  | 6.14 % |

|  | 55.65 % |

### Elecciones al congreso
| 2009 | 1/24 | 2.606.632 | 13,49 | 3/127 | 0/8 |         |      | 0/24 | Unión-PRO en Provincia de Buenos Aires |
| 2011 | 5/24 | 1.377.422 | 6,69  | 1/127 | 2/8 | 937.301 |      | 0/24 | Unión para el Desarrollo Social en PBA y Corrientes Frente Cívico y Social en Catamarca Frente Popular Riojano en La Rioja Frente Cívico por Santiago en Santiago del Estero |
| 2013 | 4/24 | 1.799.612 | 7,96  | 1/127 | 0/8 |         |      | 0/24 | Unidos por la Libertad y el Trabajo en PBA Frente Unión-PRO Santa Fe Federal Unión por Córdoba Encuentro por Corrientes                                                      |
| 2015 | 4/24 | 2.693.949 | 11,56 | 0/127 | 3/8 | 799.347 |      | 0/24 | UNA en Provincia de Buenos Aires y Santa Fe Frente para la Victoria en Catamarca y Corrientes                                                                                |
| 2017 | 3/24 | 956.722   | 3,89  | 0/127 | 0/8 |         |      | 0/24 | Unión por Córdoba ECO + Cambiemos en Corrientes Unidad Ciudadana en Catamarca                                                                                                |
| 2019 | 2/24 | 874.162   | 3,41  | 0/127 | 0/8 |         |      | 0/24 | Consenso Federal en Provincia de Buenos Aires ECO + Juntos por el Cambio en Corrientes                                                                                       |
| 2021 | 3/24 | 729.803   | 3,14  | 0/127 | 1/8 | 104.412 | 1,47 | 0/24 | +Valores ( 1) Frente de Todos:(1) Frente Cívico por Santiago (1) |
| 2023 | 5/24 |           |       |       | 1/8 |         |      |      | La Libertad Avanza (4) Auténticos Liberales Catamarca (1) |